# لاکشمی‌پور-۲
لاکشمی‌پور-۲ (به لاتین: Lakshmipur-2) یک منطقهٔ مسکونی در بنگلادش است که در ناحیه لاکشیم‌پور واقع شده‌است.